# Julio Maceiras
Julio César Maceiras (ur. 22 kwietnia 1926 w Montevideo, zm. 6 września 2011) – piłkarz urugwajski, bramkarz.
Będąc piłkarzem klubu Danubio FC znalazł się w kadrze reprezentacji Urugwaju podczas finałów mistrzostw świata w 1954 roku. Urugwaj zajął wówczas 4. miejsce, jednak Maceiras nie wystąpił w żadnym ze spotkań.
Jako wciąż bramkarz Danubio był podstawowym graczem reprezentacji podczas turnieju Copa América 1956, w którym Urugwaj został mistrzem Ameryki Południowej. Wystąpił we wszystkich pięciu meczach - z Paragwajem (stracił 2 bramki), Peru, Chile (stracił 1 bramkę), Brazylią i Argentyną.